# Anabattismo
L'anabattismo (da non confondere con il successivo battismo), in greco ἀνα (di nuovo) +βαπτίζω (battezzare), ovvero ribattezzatori, in tedesco Wiedertäufer o Täufer, è un movimento religioso di matrice cristiana nato in Europa nel XVI secolo, nell'ambito della Riforma protestante. Il loro nome è tra altri Fratelli in Cristo e talvolta Chiesa di Dio.

## Anabattisti: origini
Gli Anabattisti avevano come principale obiettivo quello di "ri-battezzare" i credenti, perché per loro il battesimo dei neonati,  ricevuto per volontà altrui e per interposta persona, era nullo.
All'origine del movimento vi furono, per molti studiosi, i "profeti di Zwickau". Il movimento nacque a Zurigo la sera di mercoledì 21 gennaio 1525 quando Conrad Grebel amministrò a Georg Blaurock il primo ribattesimo della storia, a sancire l'ingresso nella loro comunità.

## Il credo anabattista
Paragonato ad altri movimenti del protestantesimo "storico" (luterani, zwingliani, calvinisti), ma anche ad altri cosiddetti radicali della Riforma, quali gli spiritualisti e i millenaristi (o chiliasti), il movimento anabattista presenta notevoli differenze: la totale separazione tra Stato e Chiesa, il rifiuto del battesimo degli infanti in favore del battesimo dei credenti, la Chiesa intesa nella sua interezza come comunità locale tra eguali, l'interpretazione biblica (intesa come ermeneutica comunitaria), lo stretto biblicismo, con il ruolo predominante del Nuovo Testamento sull'Antico, il rifiuto di ogni tipo di violenza, il rifiuto di assumere cariche politiche, il rifiuto del giuramento e, pur accettando il principio luterano della giustificazione per sola fede, la necessità e la possibilità per il credente di vivere conformemente a Cristo, grazie alla potenza dello Spirito santo. Strenui sostenitori del principio di sobrietà, furono i pionieri del movimento antialcolista.

### Dottrina anabattista
1. La vera Chiesa si fonda sul Cristo della fede e sull'amore fraterno, senz'altra mediazione ed autorità che quella pura, semplice e sola della sua Parola.
2. Cristo è l'unico capo della Chiesa, che non può avere gerarchia, teologia, liturgia, ma deve essere formata dalla Comunità (Gemeinde) dei credenti e dalla loro umile e quotidiana imitazione dell'esempio di Cristo.
3. La Bibbia, e in particolare il Nuovo Testamento che è anche l'interprete dell'Antico, è tutto ciò di cui un cristiano necessita in quanto a credo. Dell'applicazione quotidiana dei precetti evangelici si occupa la Comunità illuminata dallo Spirito Santo, cui i credenti devono partecipare con la loro umile ricerca della volontà di Dio.
4. La salvezza è possibile solo a fronte della consapevole ricerca e imitazione di Cristo: un neonato non può avere tale consapevolezza e il battesimo, su di lui, non solo è un'imposizione ma è nullo. Il vero e unico battesimo viene dato in età adulta a chi manifesta il chiaro proposito di abbandonare il male del mondo e seguire ogni giorno nella propria vita l'esempio di Cristo, come obbediente discepolo.
5. La giustificazione avviene per sola fede, come nel Luteranesimo. Tuttavia il battesimo dello Spirito che il credente riceve quando si converte e accetta il dono della fede non solo lo giustifica ma lo rigenera con la potenza dello Spirito e lo rende capace, superando l'intrinseca corruzione della condizione umana, di camminare in novità di vita al seguito del proprio Maestro Gesù. A questo battesimo seguirà il battesimo in acqua con il quale il credente testimonierà il proprio cambiamento spirituale impegnandosi solennemente, di fronte a Dio e alla Chiesa (I Pietro, 3:21), a seguire Gesù imitandolo come discepolo, in una santa condotta di vita e nell'amore al prossimo.
6. Lo Spirito Santo illumina il credente e lo rende capace d'interpretare la Bibbia rendendola efficace Parola di Dio, la sua influenza è fondamentale.
7. La Chiesa ritorna a essere, come lo è nel Nuovo Testamento, una Chiesa di soli credenti che vive in un rapporto di opposizione con la malvagità del mondo.
8. Non si può essere fedeli a Dio e appartenere al mondo, come non si può servire Dio e Mammona.
9. Poiché un credente è di Cristo e non del mondo, non oppone violenza alla violenza. Non combatte e non presta servizio militare. Condivide i propri doni o beni materiali e spirituali con chi è nel bisogno. Non giura e non ricopre cariche pubbliche o politiche che comportino dover esercitare violenza o funzioni giudicanti. Lo Stato è riconosciuto come un'istituzione che proviene da Dio cui anche il cristiano come cittadino deve scrupolosa ubbidienza, entro i limiti compatibili con l'ubbidienza a Dio e con l'etica cristiana.

Ne consegue la struttura religiosa dinamica di comunità che tendono a distinguersi dal mondo, percepito come corrotto e corruttore. Nel tempo, a causa delle persecuzioni, l'eredità dei Fratelli si è declinata in comunità e contesti diversi (Amish, Mennoniti, Hutteriti), che hanno cercato di armonizzare la necessità di sopravvivenza, la separazione dalla malvagità del mondo, e il rispetto al dettato evangelico di apertura verso il prossimo, di ricerca di chi si sia smarrito e di annuncio rivolto a chi non conosca il messaggio di Cristo.

## Storia

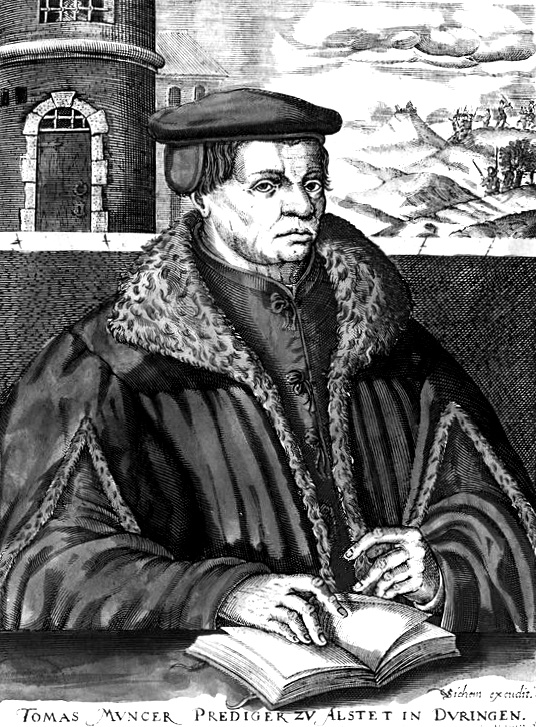
Il pastore protestante tedesco Thomas Müntzer

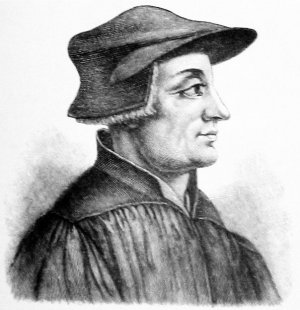
Il teologo svizzero Ulrico Zwingli

I dati storici sono limitati e spesso inquinati dalla storiografia di parte, relazionata ai suoi nemici, poiché il Movimento incontrò feroci resistenze e persecuzioni violente in tutta Europa. Inoltre, essendo un Movimento non strutturato, il tramandarsi delle fonti fu estremamente difficoltoso e solo il grande impegno profuso a partire dalla prima metà del secolo scorso da parte di numerosi studiosi, soprattutto mennoniti, ha permesso il ritrovamento o l'analisi di documenti che hanno gettato nuova luce e comprensione sull'anabattismo.
Per prima cosa è bene precisare che il famoso libro L'origine degli anabattisti (Der Widdertäufferen Ursprung) pubblicato nel 1560 da Heinrich Bullinger, successore a Zurigo di Ulrico Zwingli e acerrimo nemico degli anabattisti, cercò di accreditare la falsa notizia dell'origine sassone dell'anabattismo attribuendola ai cosiddetti "Profeti di Zwickau" (N. Storch, T. Drechsel, M. Stübner), a Andrea Carlostadio e a Thomas Müntzer, discepolo di Lutero ma in conflitto con lui.
Gli obiettivi di Bullinger erano chiari, da una parte screditare il movimento coinvolgendolo nella rivolta dei contadini guidati da Thomas Müntzer e N. Storch, dall'altra addossare a Lutero, nemico della riforma sacramentista zurighese di Zwingli, la responsabilità per la nascita della «peste anabattista».
Questa versione tradizionale sulla nascita dell'anabattismo, accolta e perpetuata per secoli dalla vecchia storiografia della Riforma (ma anche da quella cattolica), è stata totalmente abbandonata e messa da parte dagli storici moderni.

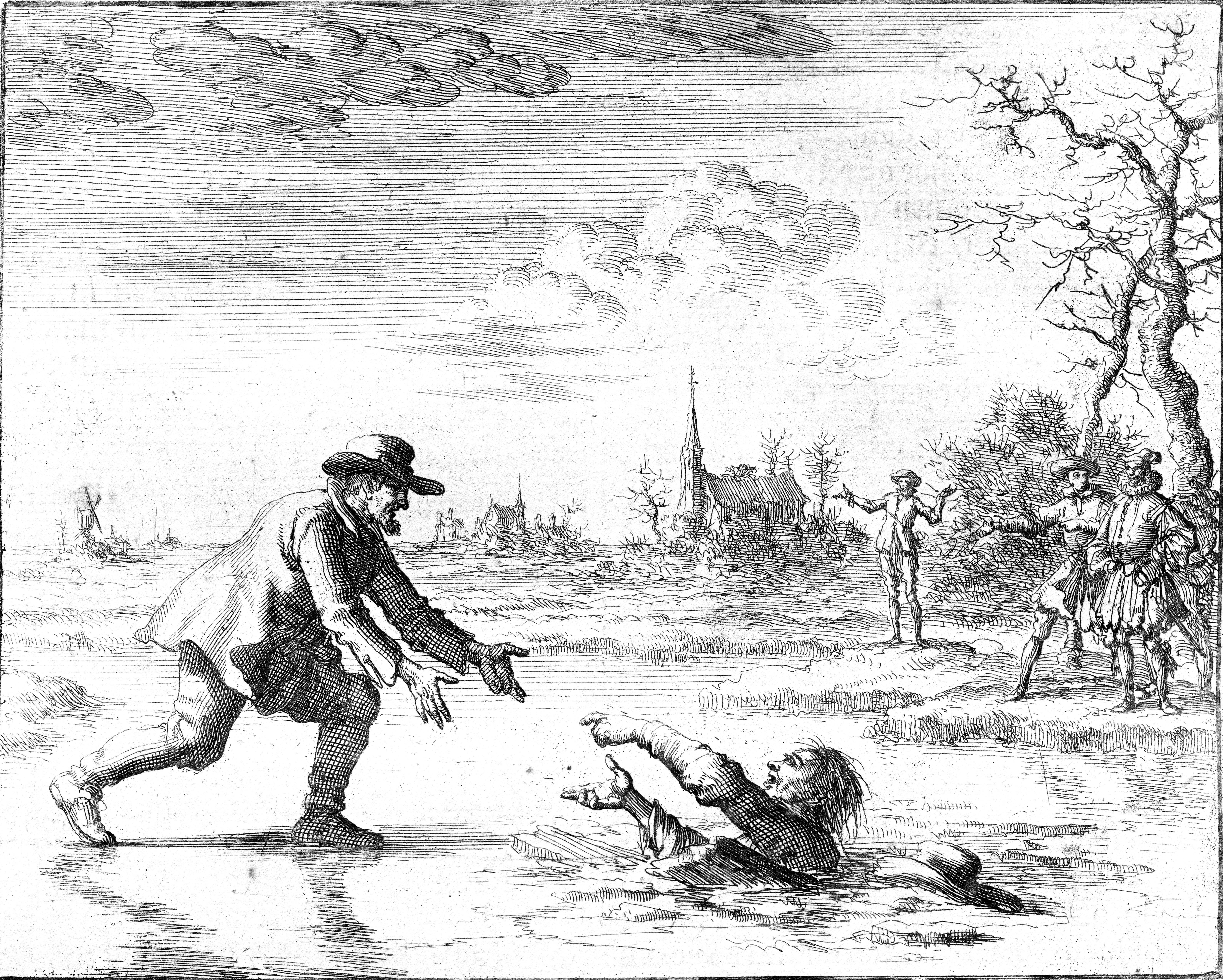
L'anabattista Dirk Willems salva il suo inseguitore

L'origine dell'anabattismo si deve al gruppo che si formò a Zurigo sotto la guida di Konrad Grebel e del quale facevano parte, tra gli altri, Simon Stumpf, Felix Manz, Wilhelm Reublin e Hans Brötli. Tutti erano stati discepoli di Ulrico Zwingli, ma ne criticavano la decisione di affidare allo Stato la riforma della Chiesa. Inoltre le posizioni del gruppo erano per una più rapida e radicale riforma della Chiesa, mentre Zwingli appoggiava una riforma lenta e graduale.
Il gruppo rivendicava una Chiesa totalmente separata dallo stato, priva di clero, formata solo da credenti, strettamente aderente alle Scritture, cristocentrica e con una forte concezione non-violenta. Di conseguenza Grebel e il suo gruppo volevano riportare il battesimo alla pratica originaria, legandolo a una conversione maturata in età adulta che impegnava la persona a vivere da discepolo di Cristo in una Comunità di credenti.
Il 21 gennaio 1525, durante una riunione di fratelli in casa di Felix Manz, Jörg Cajacob, detto Blaurock, inginocchiandosi chiese a Konrad Grebel di essere battezzato per amor di Dio, Konrad lo battezzò dopo di che gli altri presenti similmente pregarono Jörg di battezzarli. Era nato il Movimento anabattista.
Di fronte a ciò la reazione delle autorità di Zurigo fu di immediata ostilità. Il 1º marzo 1525 veniva proibito il battesimo degli adulti ma il gruppo di Grebel ignorò la proibizione e continuò la sua predicazione nella città e nei suoi immediati dintorni. La risposta di Zwingli fu chiara e durissima: iniziarono le prime persecuzioni di una lunga serie, che non risparmiarono nemmeno le donne, i vecchi e i bambini.
Molti anabattisti furono costretti a lasciare Zurigo iniziando una predicazione che diede ben presto i suoi frutti. Con estrema rapidità sorsero Comunità anabattiste in tutta la Germania del Sud, Svizzera e Austria grazie alla predicazione di Blaurock, Wilhelm Reublin, Michael Sattler, Bathasar Hubmaier, Johannes Brötli, Hans Denk, Hans Hut e Jakob Hutter.
Il 24 febbraio 1527 Sattler e i rappresentanti di diverse Comunità anabattiste convennero a Schleitheim, nel Cantone svizzero di Sciaffusa, per compilare il famoso Fraterno accordo di alcuni figli di Dio concernente sette articoli (conosciuto anche come Articoli di Schleitheim) con il quale furono ribaditi gli originali principi dell'anabattismo contro il verificarsi di alcune devianze. Nello stesso anno si tenne nella città di Augusta anche il cosiddetto sinodo Anabattista: i leader presenti furono successivamente quasi tutti trucidati, così che fu tributato all'evento il nome di Sinodo dei Martiri.
Di fronte a un Movimento che predicava la netta separazione tra Stato e Chiesa, che rifiutava la Chiesa obbligatoria e multitudinista in favore di una Chiesa di professanti, nella quale si entrava con un battesimo consapevolmente richiesto (mettendo in soffitta la Chiesa costantiniana), e che praticava un rigoroso e totale pacifismo tale da rifiutare di prendere le armi anche contro i Turchi, ormai alle porte dell'Impero, le autorità secolari e religiose, cattoliche e protestanti, decisero di mettere la parola fine sia sull'anabattismo che sugli anabattisti.
Il 12 aprile del 1529, l'Imperatore Carlo V promulgava l'Editto di Spira, valido in tutto l'impero, che stabiliva: «Chiunque ribattezza o si fa ribattezzare dopo aver raggiunto l'età della ragione, uomo o donna che sia, deve essere condannato a morte, sia con la spada, sia con il fuoco, sia con ogni altro mezzo, senza alcun processo preliminare».

## La rivolta di Münster

### Il contesto
La città di Münster era sede di un principato ecclesiastico, in cui si era sviluppata da tempo una borghesia mercantile che, per mezzo del Consiglio cittadino, tentava di bilanciare il potere del Capitolo, che eleggeva il vescovo-sovrano, espressione dell'aristocrazia cittadina. La Riforma venne vista dalla borghesia mercantile come mezzo per sbarazzarsi del cattolicesimo e del potere vescovile. Il popolo minuto invece sperò che, con la rivolta dei contadini, anche le loro esigenze potessero avere spazio. La predicazione della Riforma venne facilitata dal fatto che il vescovo Francesco di Waldeck non riuscì a fermare, nel 1532, la predicazione luterana. A fine agosto dello stesso anno, ormai tutte le chiese della città, eccetto la cattedrale, avevano un pastore luterano.
In questo contesto, migrarono in città gruppi di anabattisti espulsi dagli altri insediamenti. Ormai solo una minoranza di persone, i borghesi, rimasero luterani, mentre la parte restante della popolazione si orientò verso la teologia di Zurigo o a quella di Strasburgo o addirittura le superarono. Lo stesso Lutero scrisse al Consiglio cittadino mettendolo in guardia, inutilmente: nel gennaio 1534 arrivarono in città dei "profeti", caratterizzati da una predicazione apocalittica, tra cui Giovanni di Leida, il cui arrivo venne interpretato come il ritorno di Enoch ed Elia.
Si passò quindi da una situazione di tolleranza (nel gennaio 1534 il Consiglio aveva garantito la libertà religiosa per i cittadini) al fanatismo: l'8 febbraio Giovanni di Leida, assieme a un compagno, si mise a correre per la città, dicendo di avere la notizia che l'ira di Dio era in procinto di scatenarsi e che bisognava pentirsi dei propri peccati; all'annuncio seguirono pianti, visioni, convulsioni e isterismo collettivo. I cattolici e i luterani fuggirono dalla città, lasciando spazio agli anabattisti fanatici, i quali riuscirono ad avere la maggioranza nel Consiglio cittadino e, per festeggiare il risultato, saccheggiarono monasteri e chiese, mentre la sera del 24 febbraio bruciarono libri e immagini sacre. Il vescovo, che non risiedeva in città, conscio di che cosa stava succedendo, diede il via ai preparativi per l'assedio.

### La rivolta
Perseguitata altrove, la frangia violenta del movimento anabattista prese il controllo della città di Münster con la forza nel rigido inverno del 1534.
Jan Matthys avviò il progetto di fare della città una nuova Gerusalemme pronta al giorno del Giudizio; la cittadinanza doveva quindi essere anabattista e propose di uccidere tutti i cattolici e i luterani, proposta poi cambiata in un decreto di espulsione: ai cittadini di Münster non ancora anabattisti fu chiesto quindi di ricevere il nuovo battesimo. Chi rifiutò, venne spogliato di ogni avere (incluse le vesti) ed espulso dalla città nella campagna innevata, senza cibo e riparo, dove molti morirono. Le loro case vennero occupate e depredate.
L'esperienza degenerò ulteriormente quando altri anabattisti provenienti dall'Olanda, dal Brabante e dalla Frisia si unirono al gruppo, mentre l'esercito del principe-vescovo della regione, Franz von Waldeck, giungeva alle porte della città ponendola sotto assedio. Il principe era cattolico, ma trovò ampi consensi tra i Protestanti: in breve Münster fu presa in trappola da un esercito di circa 2.500 uomini e soldati, i temuti Lanzichenecchi.
I capi della rivolta, Jan Matthys, Johan Bokelson e Bernhard Knipperdolling, istituirono una teocrazia sul modello veterotestamentario nella città, con un regime di condivisione di donne e beni e di pratiche di purificazione degli eletti (roghi di libri, riti catartici collettivi, espulsioni ecc), per l'attuazione delle profezie millenaristiche. Essi chiamarono la città Nuova Sion e se ne proclamarono i re. Imposero la totale comunione dei beni, al punto di proibire la chiusura delle porte delle case perché chi era nel bisogno potesse prendere ciò che gli serviva quando lo desiderava. Fu abolito il denaro ed ogni bene prezioso fu avocato alla causa. Ogni libro, ad eccezione della Bibbia venne bruciato, mentre chi si opponeva veniva eliminato.
La comunione dei beni si estese a luglio, per motivi non del tutto chiari, anche alle donne e venne imposta una poligamia forzata: nessuna aveva diritto di restare nubile. La situazione portò ad un'inevitabile serie di tensioni e violenze, dal momento che il rifiuto della donna o il tentativo di proteggerla da parte di un uomo equivaleva alla morte sulla pubblica piazza, spesso per mano della folla inferocita. Bokelson stesso, che si era proclamato re alla maniera di Davide, ebbe 16 mogli. Una di esse rifiutò l'unione e venne da lui stesso decapitata nella piazza della città.
Di certo tra le diciannove tesi redatte nella città figurava il rifiuto del matrimonio secondo il rito cattolico che non avrebbe avuto valore se non preceduto da un "rinnovo" del battesimo.
A causa del loro credo basato sull'egualitarismo gli anabattisti furono considerati da tutte le autorità civili e religiose alla stregua di pericolosi ribelli e per questo fu scatenata contro di loro una feroce repressione conclusasi nel massacro degli abitanti della città di Münster.
La rivolta di Münster durò poco più di un anno e mezzo, e terminò con pari violenza: la città era alla fame e circondata dagli eserciti congiunti di cattolici e luterani quando, nel 1535, un cittadino aprì le porte all'esercito, che entrò massacrando quasi tutta la popolazione, inclusi coloro che si erano arresi. I capi del movimento vennero presi, torturati per ottenere l'abiura e, constatata l'inutilità della cosa, giustiziati. I loro corpi vennero appesi in gabbie alla torre cittadina di San Lamberto sotto gli occhi di tutti e qui rimasero sino al 1881 a imperitura memoria dello scandalo della "Gerusalemme celeste".

## L'evoluzione della chiesa anabattista

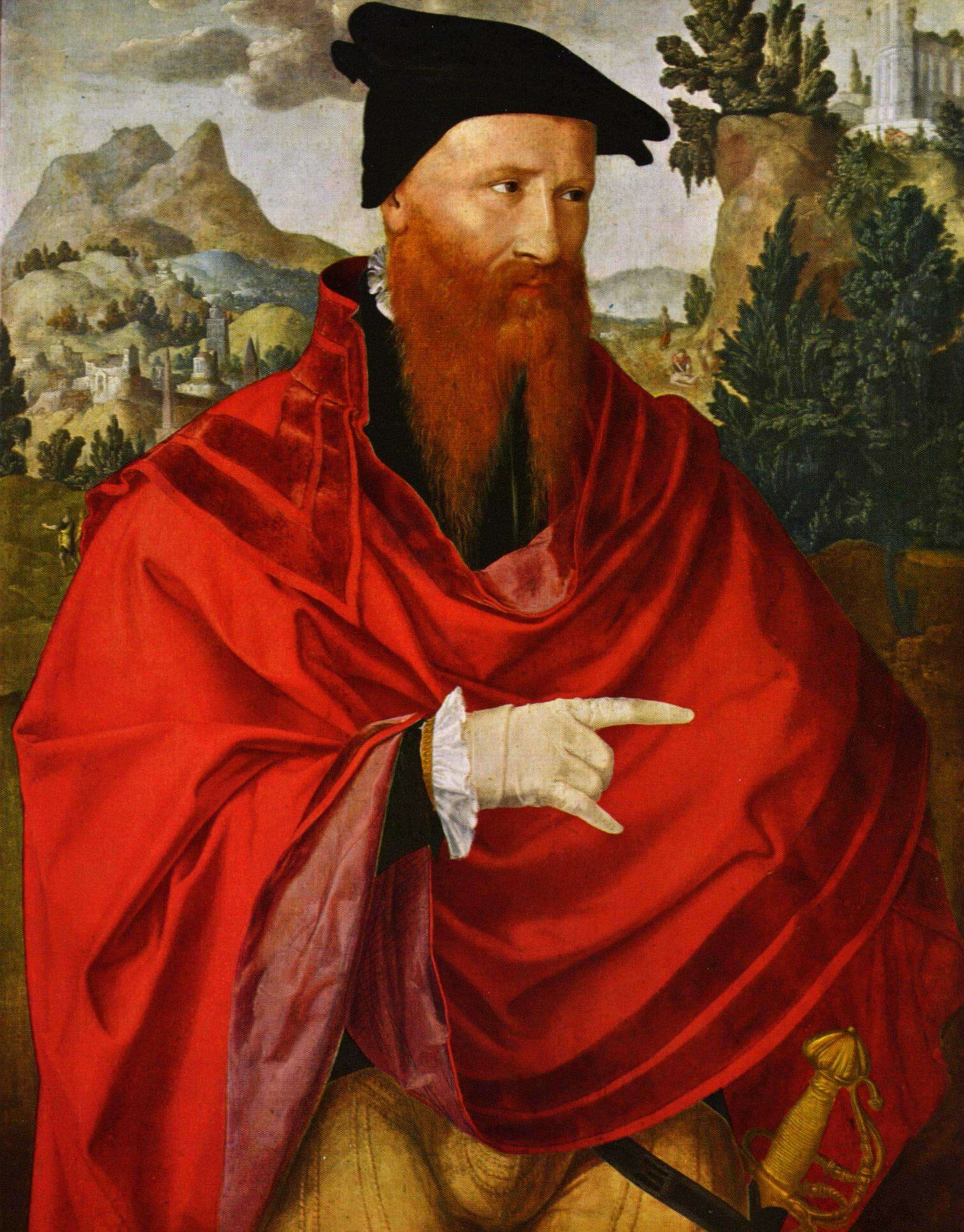
David Joris

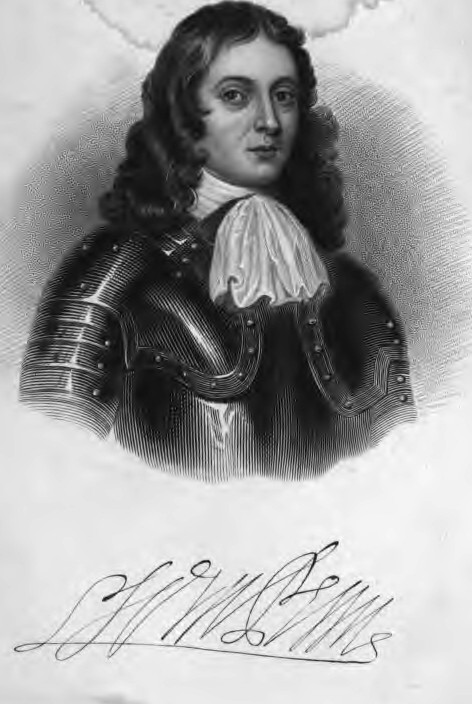
William Penn

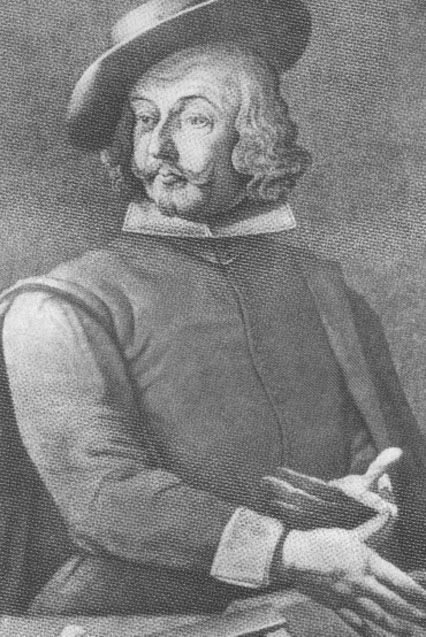
Jacob Hutter

Dopo la tragedia di Münster, il movimento isolò la frangia violenta ed estremista di Jan van Batenburg (1495-1538). Il credo Anabattista non si fermò di fronte alle persecuzioni violente di cui venne fatto oggetto negli anni successivi, che furono caratterizzati dalla pressoché assoluta intolleranza al dialogo religioso da parte di tutte le diverse chiese d'Europa. Gli anni del XVII secolo, in particolare, furono tormentati da violenze, guerre e persecuzioni incrociate degli uni sugli altri. La predicazione continuò in modo sotterraneo, ad opera di pastori, spesso itineranti, che sceglievano una vita di pericoli e di stenti.
Attraverso la mediazione e riflessione di David Joris e dei Familisti di Hendrik Niclaes, il movimento giunse alla predicazione dell'ex sacerdote olandese Menno Simons (1496-1561), che compattò il movimento: la corrente principale prese da lui il nome e divenne la chiesa Mennonita. I Mennoniti si propagarono in Paesi Bassi, Prussia, Ucraina. Altri, come già gli Hutteriti e i Quaccheri, emigrarono negli Stati Uniti, in Pennsylvania, sulla scia del "santo esperimento" di William Penn.
Alla fine del XVII secolo, dai Mennoniti si staccarono gli Amish, ad opera di Jakob Amman. Oggi scomparsi in Europa, hanno comunità numerose in diversi stati degli USA.
In Inghilterra, l'Anabattismo influenzò tutti i movimenti congregazionalisti. Di essi fece parte il movimento battista, fondato da John Smyth nel XVI secolo, da cui derivano le odierne chiese battiste, diffuse soprattutto negli Stati Uniti. Si dibatte sul fatto che abbia o meno influenzato anche i Brownisti di Robert Browne.

## Gli anabattisti in Italia
Anche in Italia sorsero nel Cinquecento, soprattutto nella Repubblica di Venezia, fiorenti comunità anabattiste (nel 1550 ebbe addirittura luogo, a Venezia, un Sinodo anabattista con sessanta delegati). Si ricordano in particolare le comunità Anabattiste in Val Camonica, dov'erano immigrate diverse maestranze dall'area tedesca e svizzera, e in Val Trompia. In particolare, a Gardone Val Trompia sorse un attivo centro anabattista per iniziativa del medico cremonese Stefano de' Giusti e del pastore Girolamo Allegretti, ex frate domenicano, che vi si era stabilito per fondarvi la "Santa Chiesa di Gardone".
Con la conclusione del Concilio di Trento, furono cancellate dalla repressione della Santa Inquisizione. In particolare in Veneto, comunità che s'ispiravano alle dottrine di Conrad Grebel, Simon Stumpf e Felix Manz, quindi a una linea di anabattismo moderato, furono molto vive tra il 1549 e il 1551.
In Alto Adige l'anabattismo fu portato da Jakob Hutter, poi condannato a morte e arso sul rogo nel 1536 per ordine dell'arciduca d'Austria Ferdinando I, futuro imperatore (1558-1564). I seguaci di Hutter furono espulsi dall'Alto Adige e trovarono rifugio in Moravia, dove rimasero spezzettati in gruppetti poco appariscenti fino alla guerra dei Trent'anni (1618-1648).
A costoro deve essere aggiunto quel gruppo di antitrinitari italiani (Lelio e Fausto Socini, Giovanni Valentino Gentile, Giovanni Paolo Alciati della Motta, Giorgio Biandrata, Matteo Gribaldi Mofa, ecc.) i quali, a causa del loro radicalismo a sfondo razionalistico, furono avversati anche dalle grandi Chiese riformate, per cui, esuli dall'Italia e dalla Ginevra calvinista, furono spesso costretti a cercare rifugio in Polonia e in Moravia, fornendo un notevole apporto dottrinale all'anabattismo. Di nuovo perseguitati, gli anabattisti iniziarono una serie di migrazioni: dapprima in Transilvania, poi nell'Ucraina, allora polacca, poi in Russia, e infine in Canada e negli Stati Uniti d'America (Sud Dakota), come altri tedeschi di Russia, dove tuttora vivono.

## Letteratura e Musica
L'epopea anabattista e la rivolta dei contadini tedeschi vengono narrate dal romanzo storico Q del collettivo Luther Blissett.
La rivolta di Münster è descritta nel romanzo L'opera al nero della francese Marguerite Yourcenar ed è il soggetto del dramma In nomine dei di José Saramago, messo in musica da Azio Corghi con il titolo Divara - Wasser und Blut. La rivolta, inoltre, è trattata nell'opera teatrale Sta Scritto dello scrittore svizzero Dürrenmatt.
Anche l'opera Le prophète di Giacomo Meyerbeer parla della vicenda degli anabattisti.